# Dumbrăveni, Bistrița-Năsăud
Dumbrăveni (în trecut Canciu ) este un sat în comuna Ciceu-Giurgești din județul Bistrița-Năsăud, Transilvania, România.

## Imagini

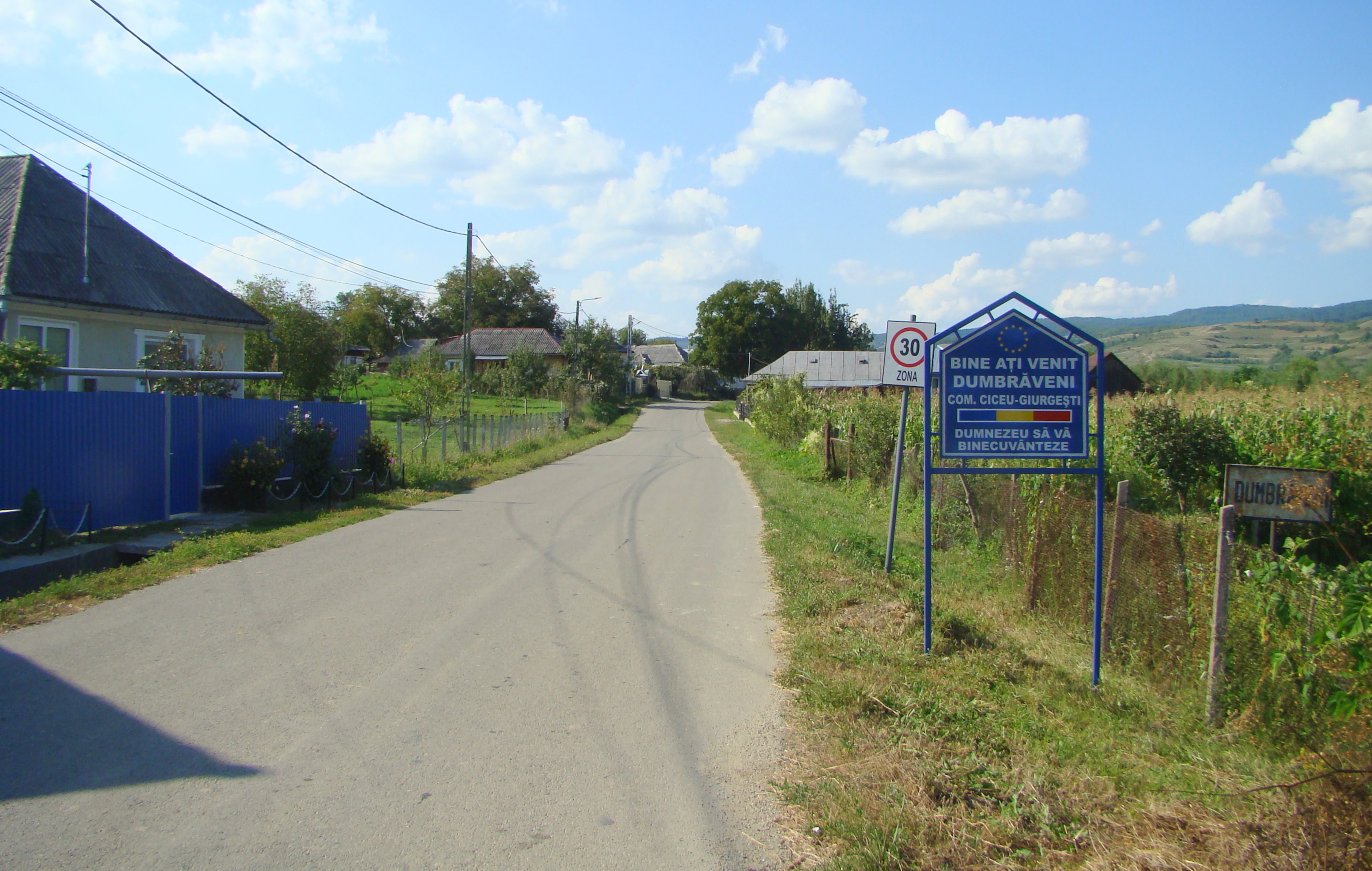
Intrarea în localitate
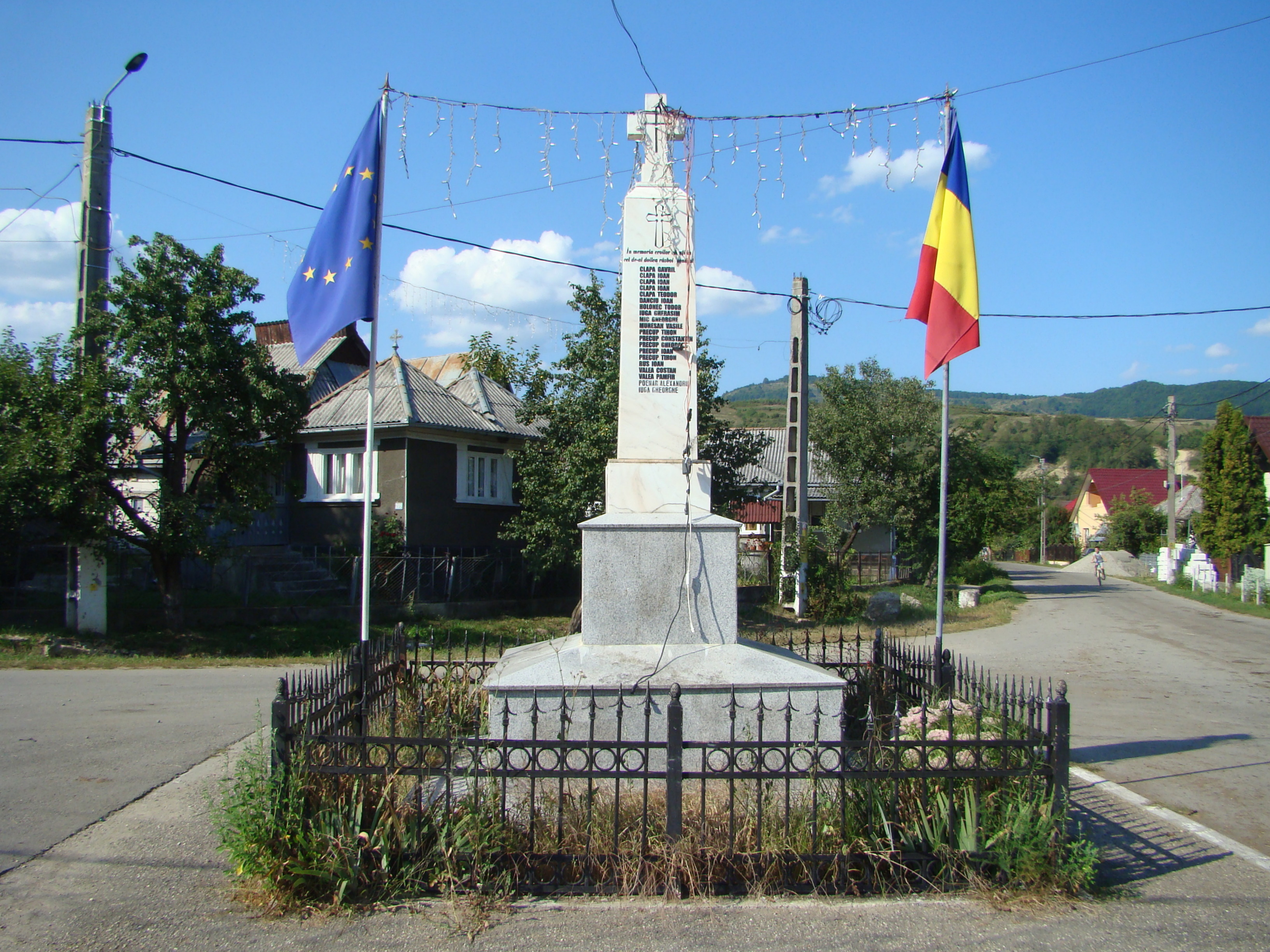
Monumentul eroilor
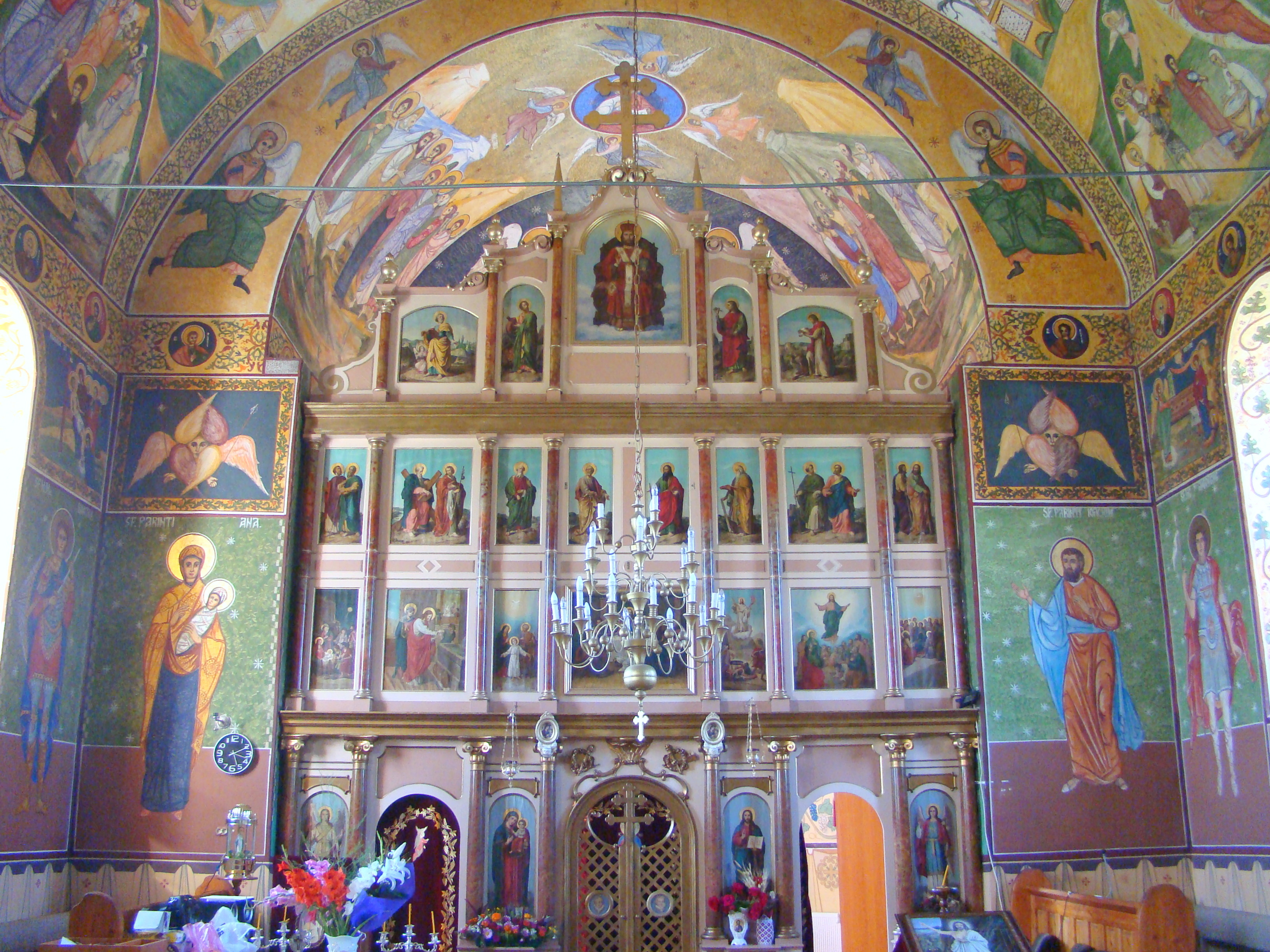
Biserica „Sfinții Arhangheli Mihail și Gavriil” (iconostasul)
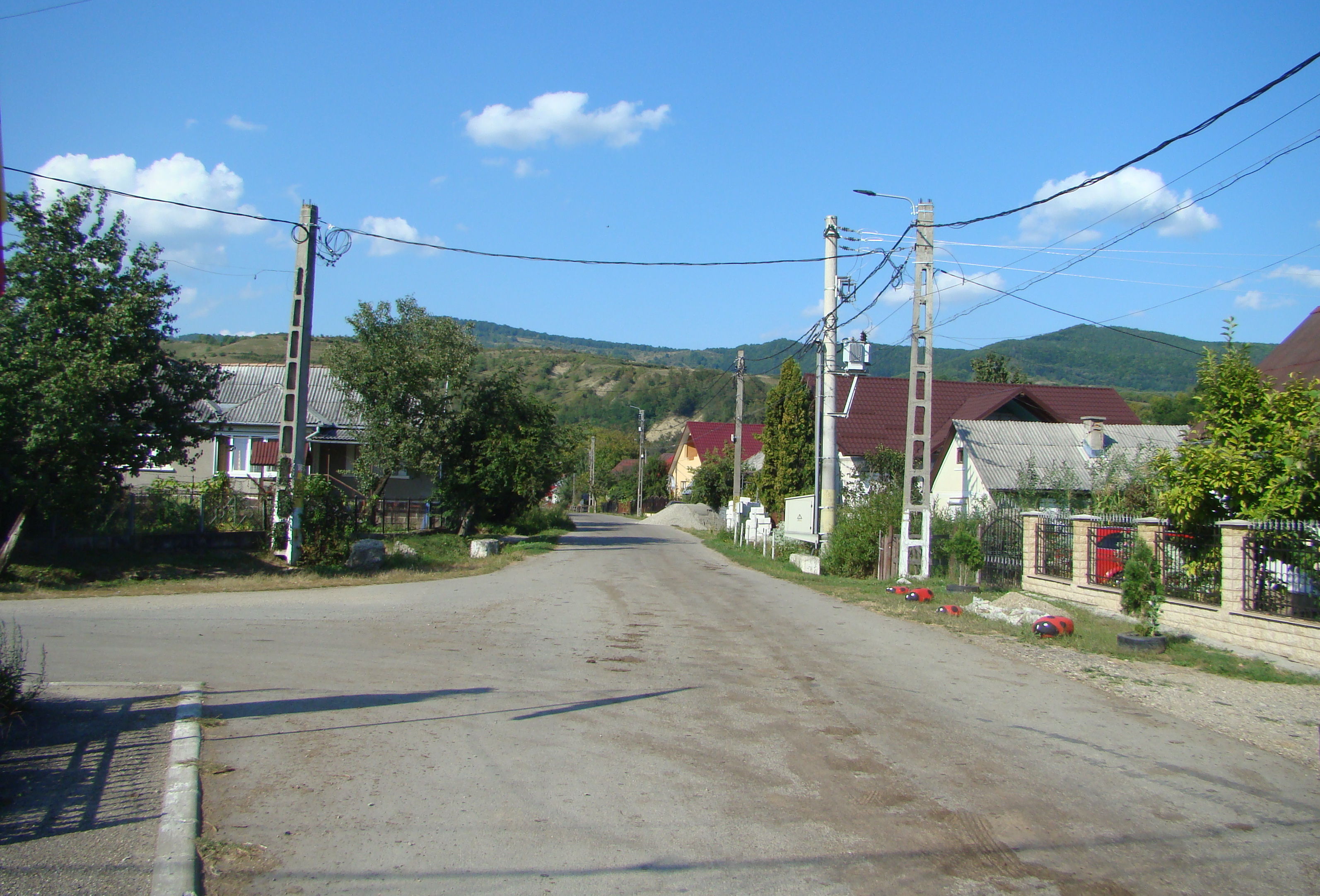
Strada principală